# Leokadia Piątkowska

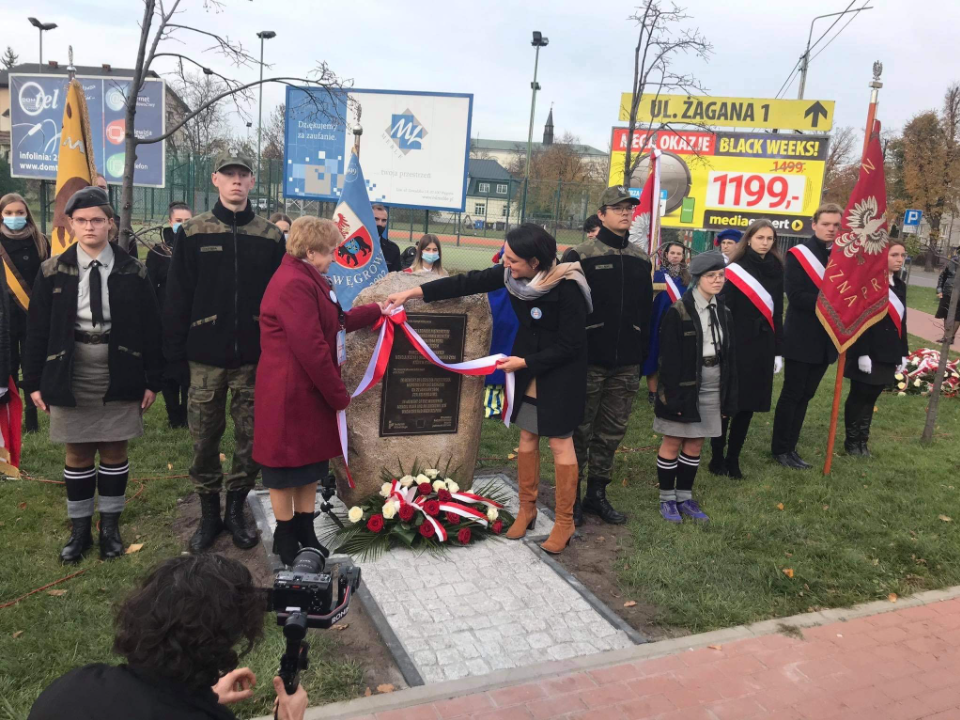
Odsłonięcie tablicy pamiątkowej w Węgrowie poświęconej Leokadii Piątkowskiej

Leokadia Piątkowska z domu Rybak (ur. 12 kwietnia 1883 r. w Węgrowie, zm. 27 stycznia 1944 r. tamże) – polska rolniczka zamordowana w czasie okupacji niemieckiej przez Niemców za pomoc okazaną Żydom. Uhonorowana w ramach projektu Zawołani po imieniu przez wiceminister kultury i dziedzictwa narodowego Magdalenę Gawin.

## Życiorys
Urodziła się 12 kwietnia 1883 r. w Węgrowie. Mając 19 lat zawarła związek małżeński z Antonim Piątkowskim, po czym zamieszkała z nim w Węgrowie na Grudziach (obecnie ulica Pogodna). Tamże prowadziła gospodarstwo rolne. Miała kilkoro dzieci. Wspólnie z mężem ukrywała młynarza Mendla Kleina i drugiego, nieznanego z nazwiska Żyda. W wyniku donosu niemieccy żandarmi wtargnęli na teren posesji Piątkowskich 27 stycznia 1944 r. i znaleźli ukrywane osoby. Aby uchronić bliskich przed karą, Piątkowska przekonała Niemców, że przechowywała Żydów w tajemnicy przed rodziną. Została zastrzelona i wrzucona razem z ukrywanymi osobami do wykopanego dołu. Jej ciało zostało potajemnie przeniesione przez syna i męża Piątkowskiej na cmentarz parafialny w Węgrowie. Nie wiadomo, co stało się ze szczątkami żydowskich ofiar.

## Upamiętnienie
26 października 2021 r. na rondzie Węgrowskich Sprawiedliwych wśród Narodów Świata miało miejsce odsłonięcie kamienia z tablicą upamiętniającą Leokadię Piątkowską oraz ukrywanych przez nią Żydów: Mendla Kleina i nieznanego z imienia drugiego mężczyzny. W uroczystości wzięli udział dyrektor Instytutu Pileckiego dr Wojciech Kozłowski, rodzina Leokadii Piątkowskiej, a także parlamentarzyści oraz przedstawiciele władz samorządowych. Upamiętnienie zostało zorganizowane w ramach projektu zainicjowanego przez wiceminister kultury i dziedzictwa narodowego Magdalenę Gawin, a realizowanego przez Instytut Pileckiego Zawołani po imieniu.